# Yunost Minsk
El Yunost Minsk és un club d'hoquei sobre gel de Minsk a Belarús. Participa en el Campionat de Belarús d'hoquei sobre gel. Va ser creat el 1994.

## Palmarès
Palmarès del Yunost Minsk.
- Vencedor del Campionat de Belarús: 2004, 2005, 2006.
- Vencedor de la Copa de Belarús: 2004.
- Vencedor de la Copa Continental: 2007.